# Peter Bjorn and John
Peter Bjorn and John – szwedzki zespół ze Sztokholmu grający indie pop/rock. Zasłynął w 2006 roku singlem Young Folks (nagranego wraz z Victorią Bergsman), który znalazł się wśród 40 najpopularniejszych utworów w Wielkiej Brytanii. W 2009 roku zagrali jedyny dotąd koncert w Polsce na gdyńskim festiwalu Heineken Open’er Music Festival.

## Członkowie zespołu
- Peter Morén – wokal, gitara
- Björn Yttling – wokal, bas, keyboard
- John Eriksson – wokal, perkusja, bębny

## Dyskografia

### Albumy
- Peter Bjorn and John (2002)
- Falling Out (2005)
- Writer’s Block (2006)
- Seaside Rock (2008)
- Living Thing (2009)
- Gimme Some (2011)

### Single
- Young Folks (2006)
- Let’s Call It Off (2006)
- Objects of My Affection (2007)
- Nothing To Worry About (2009)
- Breakin’ Point (2016)